# Paddy Chayefsky
Paddy Chayefsky, vero nome Sidney Aaron Chayefsky (New York, 29 gennaio 1923 – New York, 1º agosto 1981), è stato un drammaturgo, sceneggiatore e scrittore statunitense, tre volte vincitore del Premio Oscar per la sceneggiatura.
Tra i suoi lavori più influenti ed importanti ci fu il film Quinto potere, diretto da Sidney Lumet nel 1976.

## Biografia
Ha scritto un solo romanzo, Altered States: A Novel (1978), da cui fu tratto un film due anni dopo.

## Filmografia parziale

### Cinema
- Marty, vita di un timido (Marty), regia di Delbert Mann (1955)
- Pranzo di nozze (The Catered Affair), regia di Richard Brooks (1956)
- La divina (The Goddess), regia di John Cromwell (1958)
- Nel mezzo della notte (Middle of the Night), regia di Delbert Mann (1959)
- Tempo di guerra, tempo d'amore (The Americanization of Emily), regia di Arthur Hiller (1964)
- La ballata della città senza nome (Paint Your Wagon), regia di Joshua Logan (1969)
- Anche i dottori ce l'hanno (The Hospital), regia di Arthur Hiller (1971)
- Quinto potere (Network), regia di Sidney Lumet (1976)
- Stati di allucinazione (Altered States), regia di Ken Russell (1980)

## Premi
- Television Hall of Fame, 1984